# Малошарівка
Малошарівка — річка в Україні, у Коростенському районі Житомирської області. Права притока Гранічевки (басейн Прип'яті).

## Опис
Довжина річки приблизно 3,3 км.

## Розташування
Бере початок на північному заході від Сокориків. Тече переважно на північний схід і в Плещівці впадає у річку Гранічевку, праву притоку Шестня.